# دل تو را می‌خواهد و من نیز تو را می‌خواهم
دل تو را می‌خواهد و من نیز تو را می‌خواهم (به هندی: Dil Bhi Tera Hum Bhi Tere) فیلمی محصول سال ۱۹۶۰ و به کارگردانی آرجون هینگورانی است. در این فیلم بازیگرانی همچون درمندرا، بالراج ساهنی ایفای نقش کرده‌اند.